# Sergio Criscuoli
Sergio Criscuoli (Milano, 23 marzo 1954) è un giornalista e conduttore televisivo italiano.

## Attività professionale
Negli anni settanta, giovane cronista de L'Unità, era costretto a girare armato per Roma per paura di eventuali agguati legati alla sua attività di cronista all'interno dell'Unità, in prima fila nella lotta contro il gruppo terroristico Le Brigate Rosse, BR, ripetutamente minacciato da queste ultime durante gli anni di piombo. Questo episodio testimonia il difficile clima e la violenza di quegli anni.
Criscuoli passa poi al Tg2 e poi nel 1994 al Tg3, di cui diventa capo redattore della sezione cronaca. Ha condotto il TG3 Mezzasera e anche TG3 Linea Notte. Dall'ottobre 2008 è stato uno dei conduttori del TG3Minuti. Attualmente è nella Redazione Esteri del TG3 e conduttore di TG3Minuti.